# Ocularia
Ocularia är ett släkte av skalbaggar. Ocularia ingår i familjen långhorningar.

## Dottertaxa tillOcularia, i alfabetisk ordning[1]
- Ocularia abyssinica
- Ocularia albolineata
- Ocularia albosignata
- Ocularia anterufa
- Ocularia apicalis
- Ocularia ashantica
- Ocularia aurescens
- Ocularia brunnea
- Ocularia cineracea
- Ocularia collarti
- Ocularia decellei
- Ocularia fasciata
- Ocularia flavovittata
- Ocularia grisea
- Ocularia grisescens
- Ocularia insularis
- Ocularia juheli
- Ocularia kaszabi
- Ocularia marmorata
- Ocularia mirei
- Ocularia nigrobasalis
- Ocularia pantosi
- Ocularia pointeli
- Ocularia protati
- Ocularia quentini
- Ocularia rotundipennis
- Ocularia subashantica
- Ocularia transversefasciata
- Ocularia undulatofasciata
- Ocularia undulatovittata
- Ocularia vittata
- Ocularia vittipennis